# Flaviac
Flaviac – miejscowość i gmina we Francji, w regionie Owernia-Rodan-Alpy, w departamencie Ardèche.
Według danych na rok 1990 gminę zamieszkiwały 993 osoby, a gęstość zaludnienia wynosiła 77 osób/km² (wśród 2880 gmin regionu Rodan-Alpy Flaviac plasuje się na 789. miejscu pod względem liczby ludności, natomiast pod względem powierzchni na miejscu 913.).